# Évangile de Marie

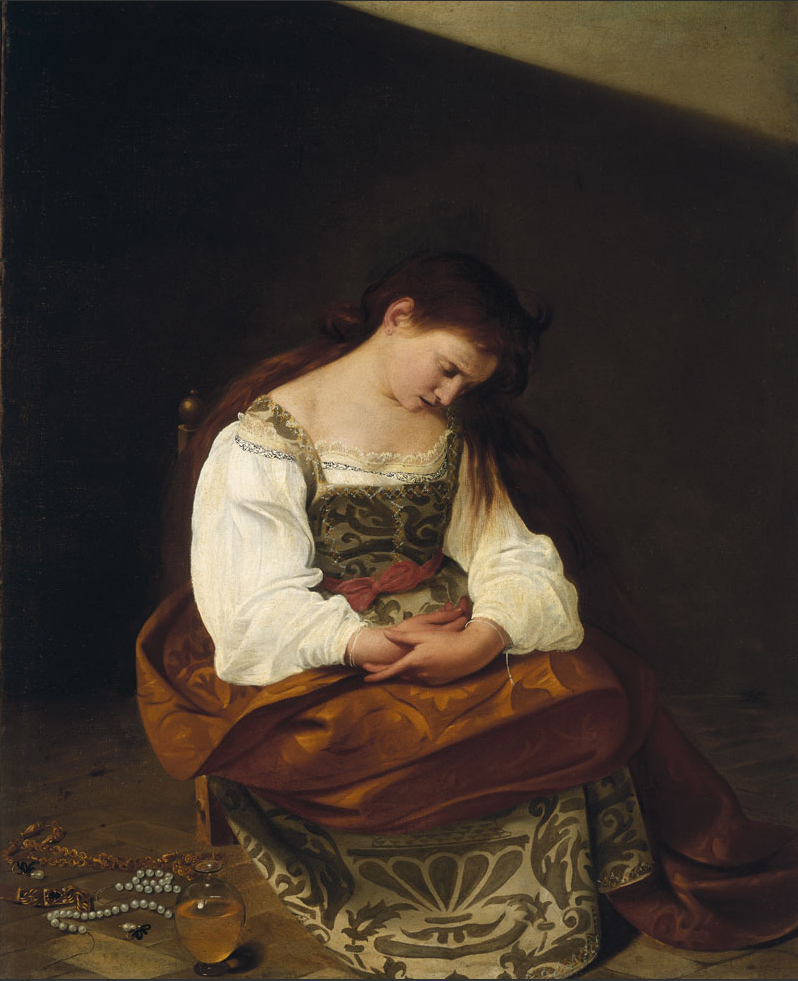
Marie-Madeleine par Le Caravage.

 (décembre 2007).
Si vous disposez d'ouvrages ou d'articles de référence ou si vous connaissez des sites web de qualité traitant du thème abordé ici, merci de compléter l'article en donnant les références utiles à sa vérifiabilité et en les liant à la section « Notes et références ».
L'Évangile de Marie ou Évangile selon Marie est un texte gnostique, probablement du IIe siècle. La principale source manuscrite est le codex de Berlin, qui en donne une version, lacunaire, en sahidique, un dialecte du copte. Deux fragments en grec du IIIe siècle ont également été retrouvés.
Le colophon mentionne en copte qu'il s'agit d'un « évangile selon Marihamm » et cette Marie est généralement identifiée, sans certitude, comme étant Marie de Magdala.
Ce texte est considéré comme un évangile apocryphe. Les seuls évangiles reconnus par les principales Églises chrétiennes étant les quatre évangiles dits canoniques, constitués par les trois évangiles synoptiques auxquels s'ajoute l'Évangile selon Jean.

## Origines et datation
L'évangile de Marie a été révélé lors de la découverte en 1896 en Égypte, d'un manuscrit écrit dans un dialecte Copte. Ce document, connu sous le nom de codex de Berlin, est daté du début du Ve siècle et contient quatre textes différents. Le premier est l'évangile de Marie, rédigé sur les dix-huit premières pages et les quatre premières lignes de la page dix-neuf. Il est toutefois excessivement fragmentaire, car il ne subsiste que les pages 8,9, 10 et 19.
Deux fragments écrits en grec, issus du papyrus Rylands 463 (en) (découvert en 1935) et du papyrus d'Oxyrhynque 3225 (identifié en 1985), datés du début IIIe siècle, recoupent le contenu du codex de Berlin, mais ne permettent pas de combler ses lacunes. Ils permettent toutefois d'établir que l'évangile original avait été écrit en grec au cours du IIe siècle.

## Contenu

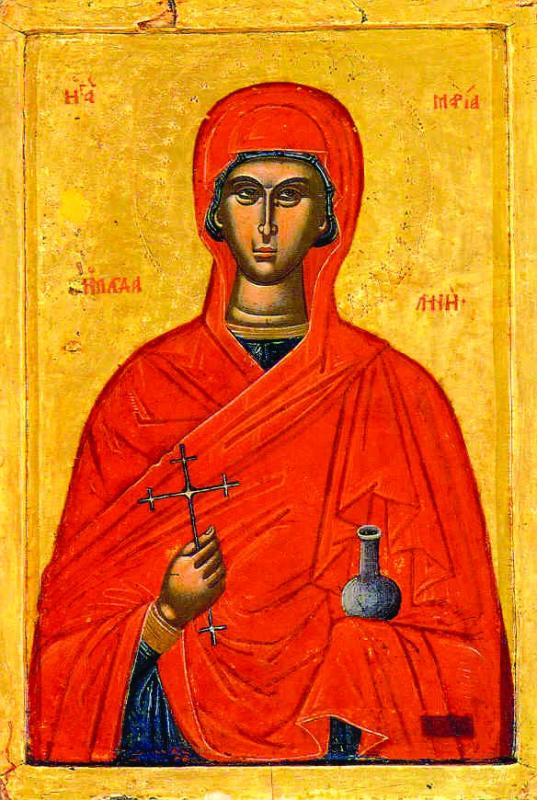
Icône orthodoxe orientale de Marie-Madeleine portant la myrrhe.

Le texte a pour thèmes principaux la mortalité, le rejet des lois qui emprisonnent et l'ascension de l'âme selon le gnosticisme. Marie de Magdala y est présentée comme la disciple privilégiée du Maître, celle qu'il a aimée « plus que toutes les autres femmes ». 
Dans cet Évangile, le Sauveur transmet d'abord ouvertement son enseignement à ses disciples, puis il les quitte. Les disciples étant dans l'angoisse de la suite des événements, Marie-Madeleine se lève pour prendre la parole et les consoler. Elle leur fait part d'un enseignement secret qu'elle seule a reçu du Maître. Ceci provoque une réaction violente de Pierre, qui refuse de croire que le Sauveur ait pu transmettre un enseignement à une femme à l'insu de ses disciples. Cet évangile témoigne donc d'un conflit vécu à l'intérieur même d'un milieu chrétien au début de notre ère. Anne Pasquier, professeur de théologie à la Faculté de théologie et de sciences des religions de l'Université Laval, a fait ressortir que les deux figures représentent deux traditions ecclésiastiques différentes : la première, incarnée par Pierre, est la tradition orthodoxe ou celle qui tend à le devenir. Cette tradition dénigre l'autorité des révélations reçues lors de visions et interdira aux femmes toute participation active à l'intérieur de l'Église. L'autre, dont Marie est la figure symbolique, est légitimée par des révélations secrètes ou des visions et par une possible égalité entre les hommes et les femmes.
Sophia, la personnalité gnostique, joue également un rôle dans cet évangile. Il s'agit surtout de dialogues entre Marie et les apôtres. Les discussions spirituelles sont influencées par la gnose.